# Velimir Gale Mitrović
Velimir Gale Mitrović (Beograd, 5. oktobar 1962) jugoslovensko-srpski je muzičar. Muzikom je počeo da se bavi od malena, i to prvo kao klarinetista, u periodu 1975—1992. godine.

## Biografija
Rođen je 5. oktobra 1962. u Beogradu.
Muzikom je počeo da se bavi još kao dete, i to prvo svirajući klarinet u periodu 1975—1992. godine. Svoj prvi instrument (klarinet) dobio je od oca (Miodrag Bata Mitrović). Završava Osnovnu školu „Sava Kovačević” na Vračaru kao i 14 Beogradsku gimnaziju i Srednju turističku školu, a paralelno pohađa i muzičku školu „Stanković” (odsek: klarinet). Već sa 17 godina počinje profesionalno da se bavi muzikom, svirajući u raznim bendovima kao klarinetista i šef orkestra; takođe je jedno vreme proveo u profesionalnom folklornom ansamblu „Frula”, sa čijim članovima ide na turneje po Evropi i Americi u periodu 1983—1984 godine. Godine 1988. godine provodi oko 6 meseci muzicirajući u Holandiji.

## Karijera
Godine 1991. god. osniva bend Dobri momci, sa kojima se prvi put javno pojavljuje na „Beogradskom proleću”. Iste godine u kategoriji starogradskih pesama, njihova pesma Spavaj mirno Beograde biva proglašena za apsolutnu pobednicu festivala 1992, a tada izdaju i prvi album, sa kog se izdvojio hit Jednom si imala sve.
Godine 1993. godine objavljena je druga ploča sa hitom Ja još lutam, gde Gale postaje vodeći vokal benda.
Treće i poslednje izdanje Dobrih momaka izlazi 1994. godine, sa pesmama: Ajmo zato svi u glas, Grli me, voli me, U domu mom, Beštija itd.
Posle ovog CD-a, bend se raspada a Gale nastavlja solo karijeru i prvi samostalni album izdaje 1996. godine za PGP RTS, a pesma Dijana postaje veliki hit. Naredna dva albuma izdaje za Zam produkciju i to 1998. godine (sa pesmama: Miro, Miro, Drugovi, Daj mi sebe), a zatim drugi album 2000. godine, gde su se izdvojile pesme: Belo odelo, Jelena.
Godine 2002. izlazi drugi album za PGP RTS produkciju, sa uspešnim pesmama: Žena bez imena, Milica, Vulkan, K’o nekada.
Nakon pauze od šest godina, 2008. Gale izdaje album za VIP produkciju, gde se nalaze pesme: Mani se (duet sa Jelenom Karleušom)), Prsten od suza, Kutija itd.
Iz ličnih razloga, Gale nije želeo da se poslednji album nađe u slobodnoj prodaji, pa su samo pojedine radio-stanice dobile primerak albuma. Spot je snimljen samo za duetsku pesmu Mani se.
Posle toga, Gale Mitrović se povlači iz javnosti sve do 2013. godine, kada počinje da snima dokumentarni film Drina koja je promarširala svet, o ploči koju je snimio njegov otac, a čije se pojavljivanje očekuje 2014. godine.
U septembru 2016. godine izdaje rimejk svoje stare pesme Dijana, za Grand produkciju.
U decembru 2016. dobija estradnu nagradu Srbije. Član je udruženja SOKOJ od 1991. godine sa preko 50 prijavljenih dela, kao i udruženja SEMUS sa statusom samostalnog umetnika.

## Albumi
- Dobro momci — Kada se vetrovi smire (1992)
- Dobro momci — Dobri momci 2 (1993)
- Dobro momci — Gale i Pagi (1994)
- Gale Mitrović — solo album PGP RTS (1996)
- Gale Mitrović — solo album (ZAM produkcija) (1998)
- Gale Mitrović — solo album (ZAM produkcija) (2000)
- Gale Mitrović — solo album PGP RTS (2002)
- Gale Mitrović — solo album (VIP produkcija) (2008)

## Spoljašnje veze
- Izvori godina izdavanja albuma
- Velimir Gale Mitrović na sajtu